# My Girl 2
My Girl 2 er en amerikansk dramakomediefilm fra 1994 instrueret af Howard Zieff og med Anna Chlumsky og Austin O'Brien på rollelisten. Filmen efterfulgte My Girl fra 1991.

## Medvirkende
- Vada Margaret Sultenfuss – Anna Chlumsky
- Nick Zsigmond – Austin O'Brien
- Phil Sultenfuss – Richard Masur
- Rose Zsigmond – Christine Ebersole
- Harry Sultenfuss – Dan Aykroyd
- Shelly Devoto Sultenfuss – Jamie Lee Curtis